# Popovec
Popovec is een plaats in de gemeente Zagreb in de Kroatische provincie Stad Zagreb. De plaats telt 976 inwoners (2001).